# مبرومة

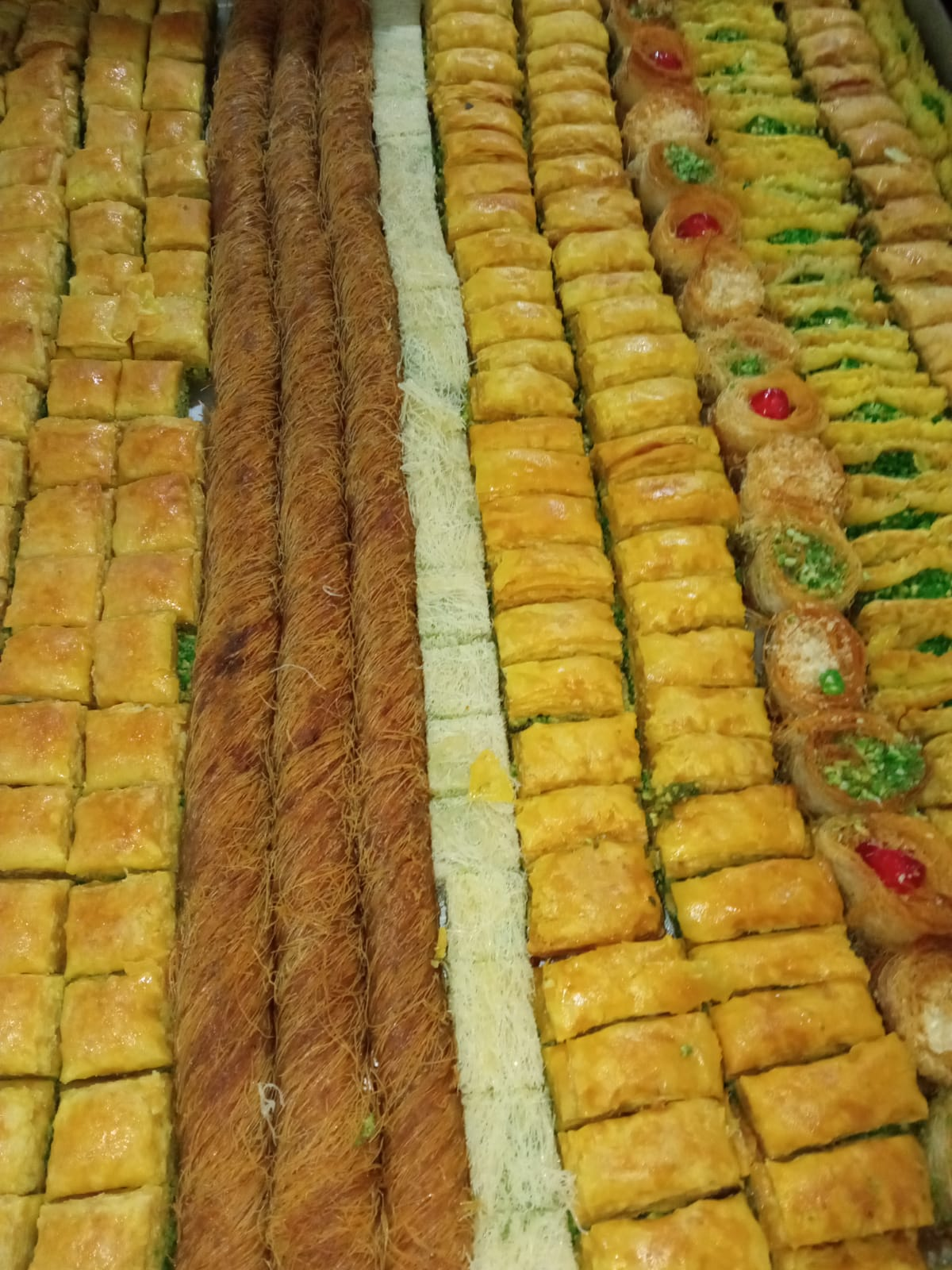

المبرومة أو البرما، حلوى من مطبخ الشرق الأوسط، خاصة المطبخ الشامي، تحضر بطرق مختلفة، وتتبع البقلاويات.
تتشابه مكوناتها مع مكونات الكنافة، حيث تستخدم المكسرات (خاصة الفستق الحلبي) كحشوة، والسمن العربي، وشراب القطر كمحلّي رئيسي.
